# Katedra w Valladolid

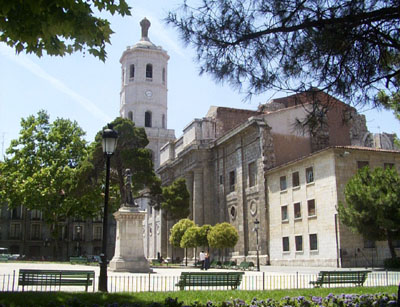
Niedokończona katedra oraz Plaza de Cervantes w pobliżu "Uniwersytetu w Valladolid"

Katedra w Valladolid (hiszp. Catedral de Nuestra Señora de la Asunción de Valladolid) w Valladolid w Hiszpanii. Zbudowana w XVI wieku, została podniesiona do rangi katedry w 1595 r., kiedy to kolegiata dołączona została do diecezji Palencia. Znajduje się w centrum miasta, na wzniesieniu, w pobliżu kościoła Santa Maria La Antigua oraz wybudowanej obok kolegiaty Santa Maria w Valladolid.
Świątynia została zaprojektowana przez Juana de Herrera, architekta Escorialu.